# Choi Im-jeong
Choi Im-jeong (Busan, 14 de fevereiro de 1981) é uma handebolista sul-coreana. medalhista olímpica.
Choi Im-jeong fez parte da geração medalha de prata em Atenas 2004 e bronze em Pequim 2008. 